# Jean-Gabriel Coignet
Jean-Gabriel Coignet es un escultor francés nacido en Aurec-sur-Loire el 9 de mayo de 1951.

## Datos biográficos
Es profesor en la escuela de Bellas Artes de Nantes.

## Exposiciones individuales recientes
En el año 2000 presentó sus obras en la Galería Bernard Jordan de París. Al año siguiente en el Centro de Arte Contemporáneo de Vassivière en Limousin.
Del 2008 es la muestra peresentada bajo el título "+ de Réalité", en el Hangar à Bananes de Nantes.

## Obras monumentales
- 1993 París, VII Distrito, Sculpture Portail Roulant
- 1993 Vitry-sur-Seine, Val de Marne Synclinal nº7